# Нижня Гутка
Нижня Гутка, Ніжна Гутка (словац. Nižná Hutka) — село в окрузі Кошиці-околиця Кошицького краю Словаччини. Площа села 4,34 км². Станом на 31 грудня 2016 року в селі проживало 583 жителі.

## Історія
Перші згадки про село датуються 1406 роком.

## Населення
| Рік:            | 1994. | 2004.    | 2014.    | 2024.   |
| --------------- | ----- | -------- | -------- | ------- |
| Кількість осіб: | 404   | 511      | 590      | 609     |
| Різниця:        |       | +26,48 % | +15,45 % | +3,22 % |

| Рік:            | 2023. | 2024. |
| --------------- | ----- | ----- |
| Кількість осіб: | 609   | 609   |
| Різниця:        |       | +0 %  |